# Üecht
Üecht war eine Künstlervereinigung, die im Sommer 1919 in Stuttgart als Ortsgruppe der Berliner Novembergruppe gegründet wurde und bis 1924 bestand.

## Geschichte
Ihre Ursprünge hatte die Künstlervereinigung an der Stuttgarter Akademie. Der Name wurde von Oskar Schlemmer mit dem Verweis auf das althochdeutsche »uohta« (Morgendämmerung, Tagesanbruch) vorgeschlagen, eine Metapher für die Hoffnung auf eine neue Kunst und Gesellschaft, die viele Künstlergruppen nach dem Ersten Weltkrieg bewegte.
Besonders aus dem Hölzelkreis hatten sich kritische Stimmen erhoben, die sich für eine grundlegende Neuordnung der Institution einsetzten. Die Hölzel-Schüler Schlemmer, Willi Baumeister und Gottfried Graf gingen als Wortführer dieser Bewegung voran und formulierten als radikalste Forderung sogar die Auflösung der Akademie und die Trennung von Akademie und Staat. Der unerwartete Rücktritt Adolf Hölzels intensivierte die Reformwünsche der Studenten, die versuchten, durch Protestbriefe an die Professoren der Akademie und an den Kultusminister Berthold Heymann die Wiederberufung durchzusetzen. Nach deren Ablehnung versuchten die Akademiereformer Paul Klee als Nachfolger von Adolf Hölzel zu berufen. Um ihren kulturpolitischen Zielsetzungen Nachdruck zu verleihen, organisierte die Üecht-Gruppe mit Unterstützung des Berliner Sturm die „Erste Herbstschau Neuer Kunst“ im Oktober 1919.
1919 erschien im Selbstverlag der Gruppe eine als Üchtgruppe. Erste Mappe bezeichnete Mappe mit Originalgrafiken. Sie war Paul Klee gewidmet, hatte eine Auflage von 30 Exemplaren und blieb die einzige derartige Edition der Gruppe.

## Mitglieder
Zum Kreis der revolutionären Künstler der Üecht-Gruppe gehörten Oskar Schlemmer, Willi Baumeister, Gottfried Graf, Edmund Daniel Kinzinger, Albert Mueller, Hans Spiegel und der Architekt Richard Herre.